# Zodarion viduum
Zodarion viduum là một loài nhện trong họ Zodariidae.
Loài này thuộc chi Zodarion. Zodarion viduum được J. Denis miêu tả năm 1937.